# Leiknir Reykjavík
El Leiknir Reykjavík es un equipo de Fútbol de Islandia que juega en la Urvalsdeild Karla, la primera división nacional.

## Historia
Fue fundado el 17 de mayo de 1973 en la capital Reikiavik y el club es conocido por desarrollar jugadores con equipos que van de los 6 a los 18 años, cuenta con un centro de entrenamiento con cuatro campos de práctica, un estadio principal con césped artificial, piscina y gimnasio.
El club jugó por primera vez en la Urvalsdeild Karla en 2015 pero descendieron tras una temporada, aunque en 2020 retornan a la primera división.

## Aficionados
El himno del club es In the Ghetto de Elvis Presley, y lo ponen antes de cada partido de local.

## Rivalidades
Su principal rival es el equipo vecino ÍR, los cuales son los únicos equipos representantes del distrito de Breiðholt y representan a dos áreas distintas del distrito.

## Palmarés
- 1. deild karla (1): 2014[2]
- 2. deild karla (1): 2005[3]
- Reykjavíkurmótið (2): 2013[4] 2016[5]
- Deildarbikarkeppni KSÍ – B deild (1): 2005[6]